# Westfield (Maine)
Westfield és una població dels Estats Units a l'estat de Maine (EUA). Segons el cens del 2000 tenia 559 habitants.

## Demografia
Segons el cens del 2000, Westfield tenia 559 habitants, 218 habitatges, i 156 famílies. La densitat de població era de 5,4 habitants/km².
Dels 218 habitatges en un 27,5% hi vivien nens de menys de 18 anys, en un 59,6% hi vivien parelles casades, en un 7,3% dones solteres, i en un 28% no eren unitats familiars. En el 22% dels habitatges hi vivien persones soles l'11,5% de les quals corresponia a persones de 65 anys o més que vivien soles. El nombre mitjà de persones vivint en cada habitatge era de 2,43 i el nombre mitjà de persones que vivien en cada família era de 2,83.
Per edats la població es repartia de la següent manera: un 20,4% tenia menys de 18 anys, un 5,4% entre 18 i 24, un 26,1% entre 25 i 44, un 32% de 45 a 60 i un 16,1% 65 anys o més.
L'edat mediana era de 44 anys. Per cada 100 dones de 18 o més anys hi havia 98,7 homes.
La renda mediana per habitatge era de 27.083 $ i la renda mediana per família de 33.409 $. Els homes tenien una renda mediana de 25.556 $ mentre que les dones 17.250 $. La renda per capita de la població era de 13.533 $. Entorn del 8,8% de les famílies i el 15% de la població estaven per davall del llindar de pobresa.